# Satyrus monoculus
Satyrus monoculus är en fjärilsart som beskrevs av Hans Fruhstorfer 1909. Satyrus monoculus ingår i släktet Satyrus och familjen praktfjärilar. Inga underarter finns listade.